# مدرسة إنهاء

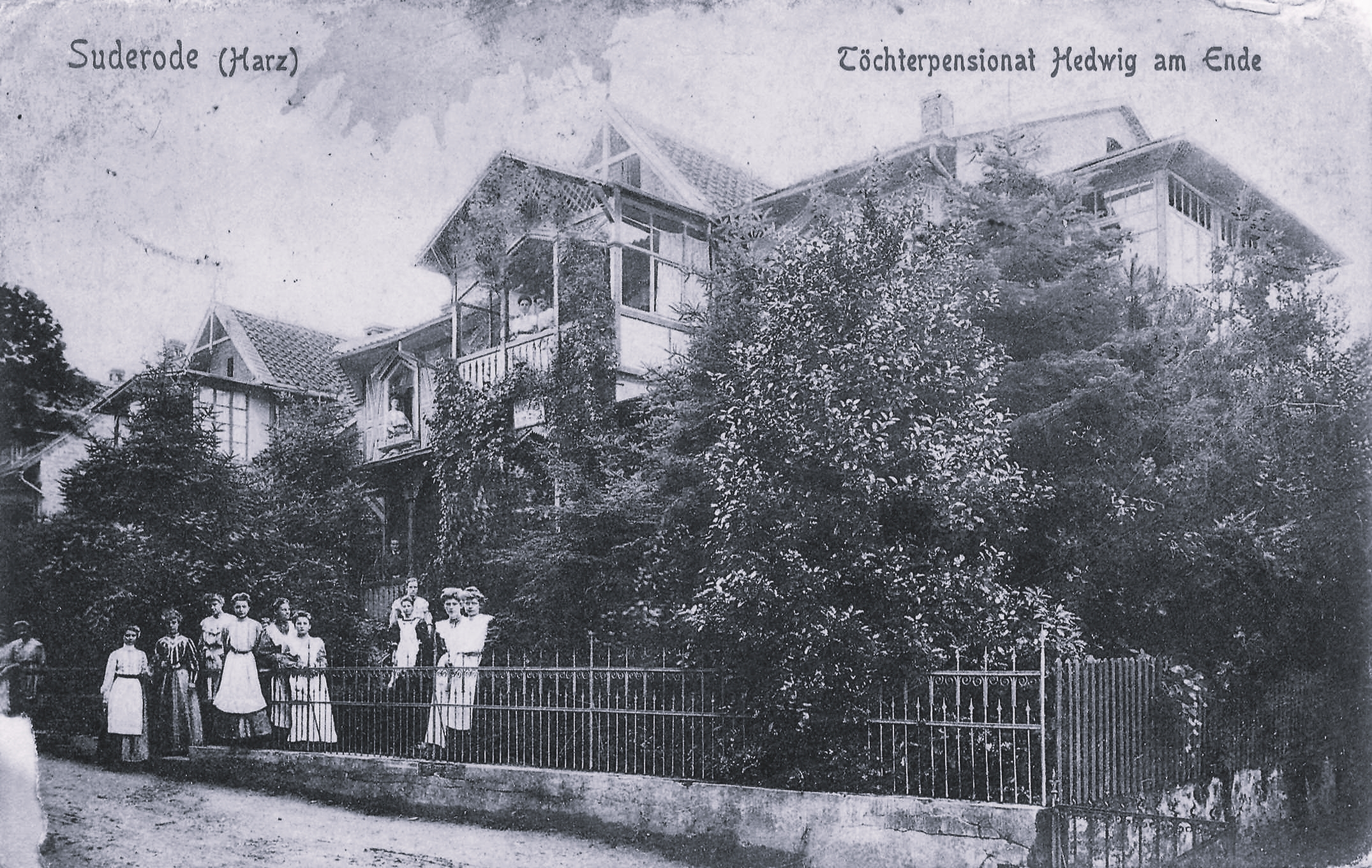

مدرسة إنهاء هي مدرسة للشابات تركز على تدريس السمو الاجتماعي والطقوس الثقافية العليا كتحضير للتعامل مع المجتمع. ويعكس هذا الاسم أنه يتبع من المدرسة العادية ويهدف إلى إكمالهم التعليم مع فصول في المقام الأول على كيفية التصرف وآداب السلوك، مع المواد الأكاديمية الثانوية. قد تتكون من دورة مكثفة، أو برنامج لمدة سنة واحدة. في الولايات المتحدة يطلق عليها أحيانا مدرسة السحر.
يدّعي جرايمي دونالد أن صالونات السيدات التعليمية في أواخر القرن التاسع عشر أدت إلى وجود المؤسسات الرسمية التي انتهت في سويسرا منذ ذلك الوقت. حين كانت في ذروتها، تم إرسال الآلاف من الشابات الأثرياء إلى عشرات المدارس النهائية المتاحة. كان الهدف الأساسي هو تعليم الطالبات كيفية اكتساب الأزواج.
لوحظ في الستينيات هبوط مستوى مدارس الإنهاء. ويمكن أن يعزى ذلك إلى تغير مفاهيم دور المرأة في المجتمع، فضلاً عن قضايا الخلافة في المدارس التي تديرها العائلات عادة، وأحيانًا الضغوط التجارية المدفوعة بالقيمة العالية للممتلكات التي تشغلها المدارس. شهدت التسعينيات انتعاشًا لمدارس الإنهاء، على الرغم من أن نموذج العمل قد تغير بصورة جذرية.

## حسب البلد

### سويسرا
كانت سويسرا معروفة بمدارسها الخاصة. وتقع معظمها في الكانتونات الناطقة بالفرنسية بالقرب من بحيرة جنيف. كانت البلاد مفضلة بسبب سمعتها كبيئة صحية، ومتعددة اللغات، وهالة عالمية واستقرارها السياسي على مستوى المنطقة.

#### أمثلة بارزة
من الأمثلة على مدارس الإنهاء التي جعلت سويسرا تشتهر بمثل هذه المؤسسات هي مدرسة بريليانتمونت، التي تأسست عام 1882، وهي الآن مدرسة ثانوية دولية، ومدرسة شاتو مونت تشويسي التي تأسست عام 1885، والتي أغلقت عام 1995 أو 1996. وتقع كلتا المدرستين في لوزان.
التحقت آن ماري ملكة اليونان بمدرسة «لو مسنيل» بعد إتمامها دراستها الثانوية في مدرسة «لو شاتلارد» القريبة في مونترو. تقدم «لو شاتلارد» اليوم تعليمًا في النموذج الأمريكي للمدرسة الإعدادية العالية والثانوية حتى سن 17 عامًا. وتشمل اليوم دورات "Savoir Vivre" و "Cordon Bleu" على غرار المدارس النهائية التقليدية، ولكن هذه البرامج تكميلية وليست محلًا للموضوعات الأكاديمية.

### بريطانيا العظمى
- تواجد في لندن عدد من المدارس خلال القرن العشرين بما في ذلك ساينتس، ونادي مونكي، وسانت جيمس ولوسي كلايتون. واندمج الأخيران عام 2005 ليصبحا مدرسة سانت جيمس وكلية لوسي كلايتون، حيث انضمت إليهما كلية السكرتارية الثالثة «كوينز» لتصبح الكلية الحالية في جامعة فيكتوريا في لندن. وتقدم عددًا من الدورات التدريبية المتعلقة بإدارة الأعمال للطالبات اللواتي تتراوح أعمارهم بين 16 و 25 عامًا وهي مختلطة.
- كانت مدرسة إيجلستون هول موجودًا في مقاطعة دورهام ودرس بها العديد من السيدات الشابات في سن 16-20 من الستينات حتى أواخر الثمانينيات.
- تأسست بادوك لودج من قبل زعيم المقاومة الفرنسية في الحرب العالمية الثانية وعامل الخيري. وقد امتدت من الأربعينيات حتى عام 1982 بعد أن تعثر مؤسسها على زبائن كبار من أطفال الدبلوماسيين الراغبين في تحسين لغتهم الإنجليزية.
- وينكفيلد بليس هي شركة مدينة أسكوت المتخصصة بخبرات الطهي وأغلقت في أواخر التسعينيات. وقد أسست من قبل المعلمة النسائية كونستانس سبري كمدرسة لتربية الزهور ومدرسة علوم محلية ولها سمعة دولية.
- تقع مدرسة دار هارو/ رانييز في إيستبورن التي أصبحت مدرسة متخصصة في الطهي.

بعد حوالي عشر سنوات من إغلاق هذه المدارس، بدأت مجموعة متنوعة من العلاقات العامة وشركات الاستشارات المصورة بالظهور في لندن، حيث تُقدم دورات تدريبية على مدى يوم أو يومين، ومهارات اجتماعية على رسوم الأسعار التجارية الأعلى بكثير من تلك التي تفرضها المدارس أو الكليات التي أغلقت معظمها في الألف عام الماضيين (كانت مدرسة لوسي كلايتون هي الاستثناء). إنهم يميلون في كثير من الأحيان إلى أموال دولية جديدة وإلى عملاء من الشركات. بعض الشركاء مع فنادق 5 نجوم لتقديم دوراتهم ولكن لا يتم تدريس أي منها من قبل هيئة التدريس في بيئة مدرسية مثل أسلافهم.
حيث مدارس الإنهاء السابقة القديمة تتواجد على شكل منظمات قائمة بذاتها لمدة 15-50 سنة (غالباً ما تديرها عائلات) مع منهج قائم على فلسفة خاصة لمالكها يشبه إلى حد كبير نموذج المدارس الخاصة القديمة في المملكة المتحدة. خلافا للاعتقاد الشائع اليوم، فقد قدم الكثيرون عددا صغيرا من الموضوعات على المستوى العادي وسمح للتلاميذ بدراسة اللغات والمهارات القابلة للتطبيق التجاري فضلا عن الموضوعات التقليدية بما في ذلك تقديم الذات. الآداب وكيفية التصرف. ومع ذلك العديد من النساء الشابات ضغطت بلطف لحضور هذه المنظمات بدلا من الجامعة حتى أواخر 1970 ولا سيما في مدارس النخبة الكاثوليكية.

### الولايات المتحدة
خلال معظم تاريخهم، أكدت مدارس الإنهاء في الولايات المتحدة على النعم الاجتماعية وركزت على المنح الدراسية: فشجع المجتمع صقل الشابات لإخفاء براعتهم الفكرية خوفًا من إخافة المدعين. وكمثال على ذلك، أعلنت مدرسة الآنسة بورتر في عام 1843 نفسها كمدرسة الآنسة بورتر النهائية للشابات - على الرغم من أن مؤسسها كانت باحثة معروفة تقدم منهجًا صارمًا وقامت بتعليم اللاهوتية اللامعة إديث هاميلتون.
اليوم، مع مناخ ثقافي جديد وموقف مختلف تجاه دور المرأة، انعكس الوضع: تخفض مدرسة الآنسة بورتر أصولها كمدرسة إنهاء، وتشدد على صرامة أكاديميتها. وعلى نحو مماثل، كانت كلية فينش على الجانب الشرقي الأعلى من مانهاتن «واحدة من أشهر المدارس النهائية للفتيات في الولايات المتحدة»، لكن رئيسها الأخير اختار أن يصفها بأنها كلية للفنون الحرة، ويقدم الأكاديميين على نحو صارم مثل بارنارد أو برين ماور.
أحيانًا ما يستعمل مصطلح مدرسة إنهاء، أو يساء استخدامه، في اللغة الإنجليزية الأمريكية للإشارة إلى بعض الكليات النسائية الصغيرة، في المقام الأول على الساحل الشرقي للولايات المتحدة، والتي كانت تعرف في السابق لإعداد الطالبات الإناث للزواج. منذ ستينيات القرن العشرين، أغلقت العديد من هذه المدارس بسبب الصعوبات المالية الناجمة عن تغيير المعايير الاجتماعية، مما يجعل من الأسهل على المرأة متابعة المسارات الأكاديمية والمهنية غير المنفتحة على الأجيال السابقة.

## وصلات خارجية
- Institut Villa Pierrefeu